# Pozsonyi úti református templom

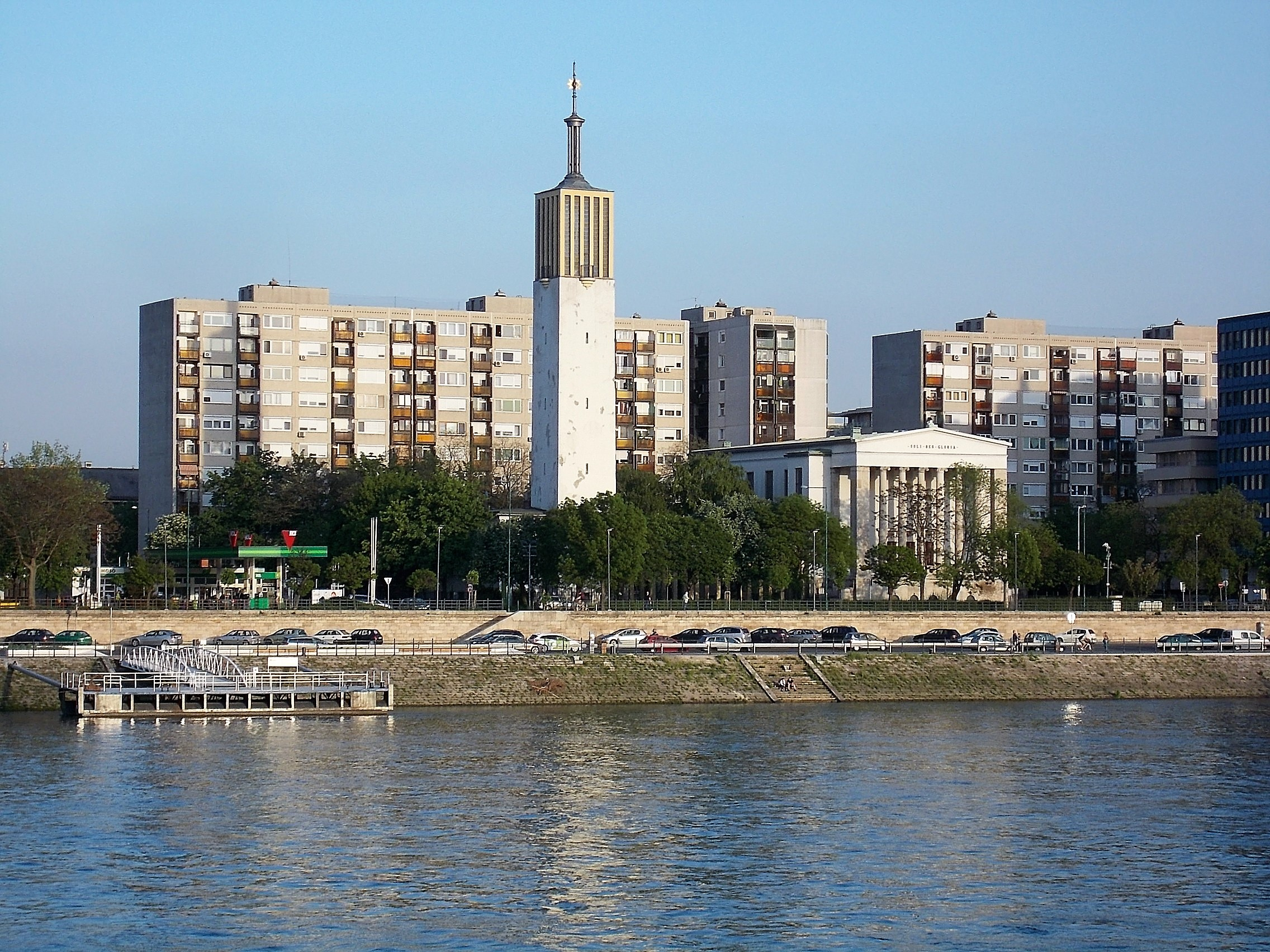
A templom és mögötte a Kárpát utcai lakótelep házai

Budapest Újlipótváros városrészében áll a Pozsonyi úti református templom, melyet az egyházközség második templomaként 1940-ben szenteltek fel. A templom alatt egy a templommal megegyező területű altemplomban színpad és rendezvényterem található, melyet ma különböző rendezvényekhez kiadnak.

## Külső hivatkozások
- A Pozsonyi úti Református Egyházközség honlapja
- A Wikimédia Commons tartalmaz Pozsonyi úti református templom témájú kategóriát.